# Frank Welker
Frank Welker (* 12. března 1946 Denver) je americký herec.
K roku 2021 má Welker na kontě přes 860 filmových, televizních a videoherních titulů, což z něj činí jednoho z nejplodnějších dabérů všech dob. S celkovým celosvětovým výdělkem 17,4 miliardy dolarů je také třetím nejvýdělečnějším dabérem všech dob.
Welker je nejznámější díky namluvení hlasu Freda Jonese v seriálu Scooby-Doo od jeho vzniku v roce 1969 a samotného Scooby-Dooa od roku 2002. V roce 2020 si Welker zopakoval Sccobyho v animovaném filmu Scoob!, přičemž byl jediným původním dabérem ze seriálu v obsazení filmu. Dále namluvil králíka Oswalda ve videohře Epic Mickey, Megatrona, Galvatrona a Soundwavea v sérii Transformers, Shaa Kahna a Reptila ve filmu Mortal Kombat z roku 1995, Zvědavého George ve stejnojmenném seriálu, Garfielda v seriálu Garfieldova show, Nibblera ve Futuramě či různé postavy v seriálu Šmoulové. Vytvořil také zvířecí zvuky v mnoha dílech.
V roce 2016 obdržel cenu Emmy za celoživotní dílo. Za svou práci na seriálu Animáci byl nominován na cenu Annie.